# 張赫宙
張赫宙（日語：ちょう かくちゅう；1905年10月13日—1998年2月），本名張恩重，也稱野口赫宙，朝鮮慶尚北道大邱府（現大邱廣域市）出身。朝鮮日治時期代表的朝鮮人日本語作家，和金史良同被視為「在日朝鮮人文學」之嚆矢。1952年，歸化日本籍，改名「野口稔」。

## 著作一覽
- 仁王洞時代（河出書房　1935年6月）
- 春香傳（新潮社　1938年4月）
- 加藤清正（改造社　1939年4月）
- 朝鮮古典物語・沈清傳・春香傳（赤塚書房、1941年2月）
- 岩本志願兵（興亜文化出版　1944年1月）
- 愚劣漢（富國出版社　1948年12月）
- 鳴呼朝鮮（新潮社　1952年5月）
- 無窮花（大日本雄弁会講談社　1954年6月）
- 武蔵陣屋（雪華社　1961年10月）
- 韓と倭（講談社　1977年10月）

等